# Maquinista Francisco Savio
Maquinista Francisco Savio es una localidad argentina de la zona norte del Gran Buenos Aires. Una parte se extiende sobre el partido de Escobar y otra sobre el partido del Pilar en la provincia de Buenos Aires.
Cuenta con un centro deportivo dotado con una piscina, 3 campos de tenis, básquet y uno de fútbol. A nivel justicia, posee una Ayudantía Fiscal, dependiente de la Fiscalía Descentralizada de Escobar, dentro del Departamento Judicial de Zárate - Campana. En el ámbito de la salud, se encuentran en esta localidad dos salas de primeros auxilios, la sala Eva Perón, sita en el barrio Amancay, y la sala Alfredo Vilar, en el Barrio Ovejero Urquiza.

## Geografía

### Población
Su población es de 41,092 habitantes (Indec, 2001), de los cuales 31 751 se encuentran en Escobar, donde recibe el nombre de Maquinista F. Savio Este, y 9341 en Pilar.

## Historia
El día 24 de agosto de 1968, queda inaugurada oficialmente la parada del kilómetro 48 del Ferrocarril General Bartolomé Mitre, entre las localidades de Garín y Matheu, a la cual se le impuso el nombre de maquinista Francisco Savio. El edificio moderno fue íntegramente construido con aportes vecinales y representó una importante contribución al servicio ferroviario.

## Parroquias de la Iglesia católica en Maquinista F. Savio
| Diócesis  | Zárate-Campana        |
| --------- | --------------------- |
| Parroquia | Inmaculada Concepción |